# Ligne Lakeshore East
La ligne de Lakeshore East est une des sept lignes de train de banlieue du réseau GO Transit à Toronto en Ontario. Son terminus sud est à la Gare Union de Toronto, et son terminus est se trouve à Oshawa.

## Gares
- Union Station
- Danforth
- Scarborough
- Eglinton
- Guildwood
- Rouge Hill
- Pickering
- Ajax
- Whitby
- Oshawa